# 三清乡 (玉山县)
三清乡，是中华人民共和国江西省上饶市玉山县下辖的一个乡镇级行政单位。

## 行政区划
三清乡下辖以下地区：
马岭底村社区、方塘村社区、岭头山村社区、上西坑村社区、八仙洞村社区和双溪口村社区。